# 최승의
최승의(崔勝義)는 대한민국의 탁구 선수였다. 1964년 한국 서울 아시아선수권대회에서 단체 은메달을 획득했다.